# Alone (Alan Walker)
Alone is een nummer van de Noorse dj Alan Walker uit 2016.
Volgens Walker gaat Alone over cohesie: Het is een lied dat het gevoel van comfort en solidariteit prijst. Het nummer werd een hit in Europa, vooral in Scandinavië en het Duitse taalgebied. In Walkers thuisland Noorwegen haalde Alone de nummer 1-positie. In Nederland bleef het echter steken op een 1e positie in de Tipparade. Het nummer haalde de Vlaamse Ultratop 50 wel, daar haalde het de 40e positie.